# Spitsvleugelgrasuil
De spitsvleugelgrasuil (Mythimna straminea, synoniem Aletia straminea) is een nachtvlinder uit de familie Noctuidae, de uilen. De imago kan verward worden met de bleke grasuil en de stompvleugelgrasuil. De voorvleugellengte bedraagt tussen de 14 en 18 millimeter. De soort overwintert als rups.

## Waardplanten
Riet en rietgras zijn de waardplanten van de spitsvleugelgrasuil.

## Voorkomen in Nederland en België
De spitsvleugelgrasuil is in Nederland een gewone en in België een niet zo gewone vlinder, die over het hele gebied verspreid voorkomt. De vliegtijd is van begin juni tot en met augustus in één generatie. Soms is er een partiële tweede generatie.
De spitsvleugelgrasuil, bleke grasuil en stompvleugelgrasuil, die alle drie vrij algemeen in Nederland en België voorkomen, zijn vrij lastig van elkaar te onderscheiden, met name bij meer afgevlogen exemplaren. Bij de bleke grasuil is de zwarte veeg over de voorvleugel langs de witte hoofdader minder duidelijk dan bij de spitsvleugelgrasuil en stompvleugelgrasuil. Ook is bij de bleke grasuil de achtervleugel voornamelijk wit, bij de andere twee soorten donkerder grijs. De spitsvleugelgrasuil heeft verder een opvallend puntje aan de vleugel, die de spitsvleugelgrasuil niet heeft.